# Молино (Мачерата)
Молино (итал. Molino) насеље је у Италији у округу Мачерата, региону Марке.
Према процени из 2011. у насељу је живело 178 становника. Насеље се налази на надморској висини од 293 м.